# ラオ三江国際商貿城

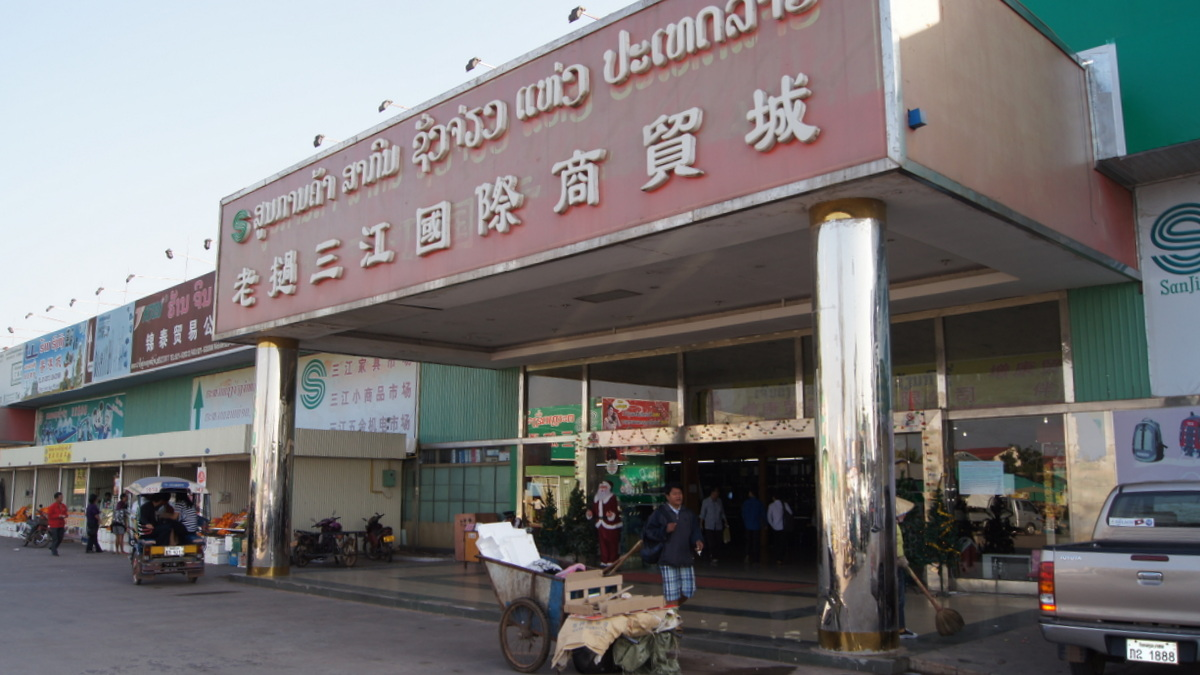
ラオ三江国際商貿城（サンチアン市場）第1フェーズ棟

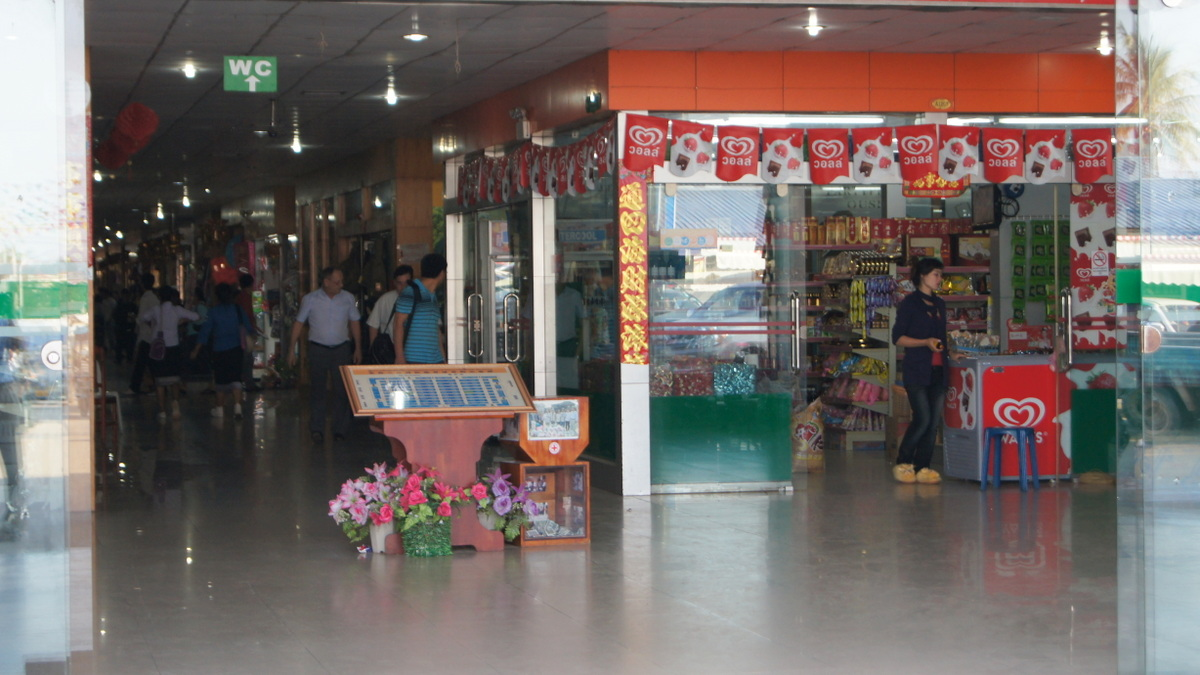
ラオ三江国際商貿城（サンチアン市場）第1フェーズ棟内部

ラオ三江国際商貿城（）（英語: Lao San Jiang Market、ラーオ語: ສູນການຄ້າຕະຫລາດ ສາກົນ ຊັງຈຽງ、中国語: 老撾三江国际商贸城）はラオスの商業施設の1つ、通称ラオサンチアン市場。ヴィエンチャン都ナーカム村に位置する。総面積は17万平米。ラオス政府(国防省）から50年間のコンセッションを受けている。

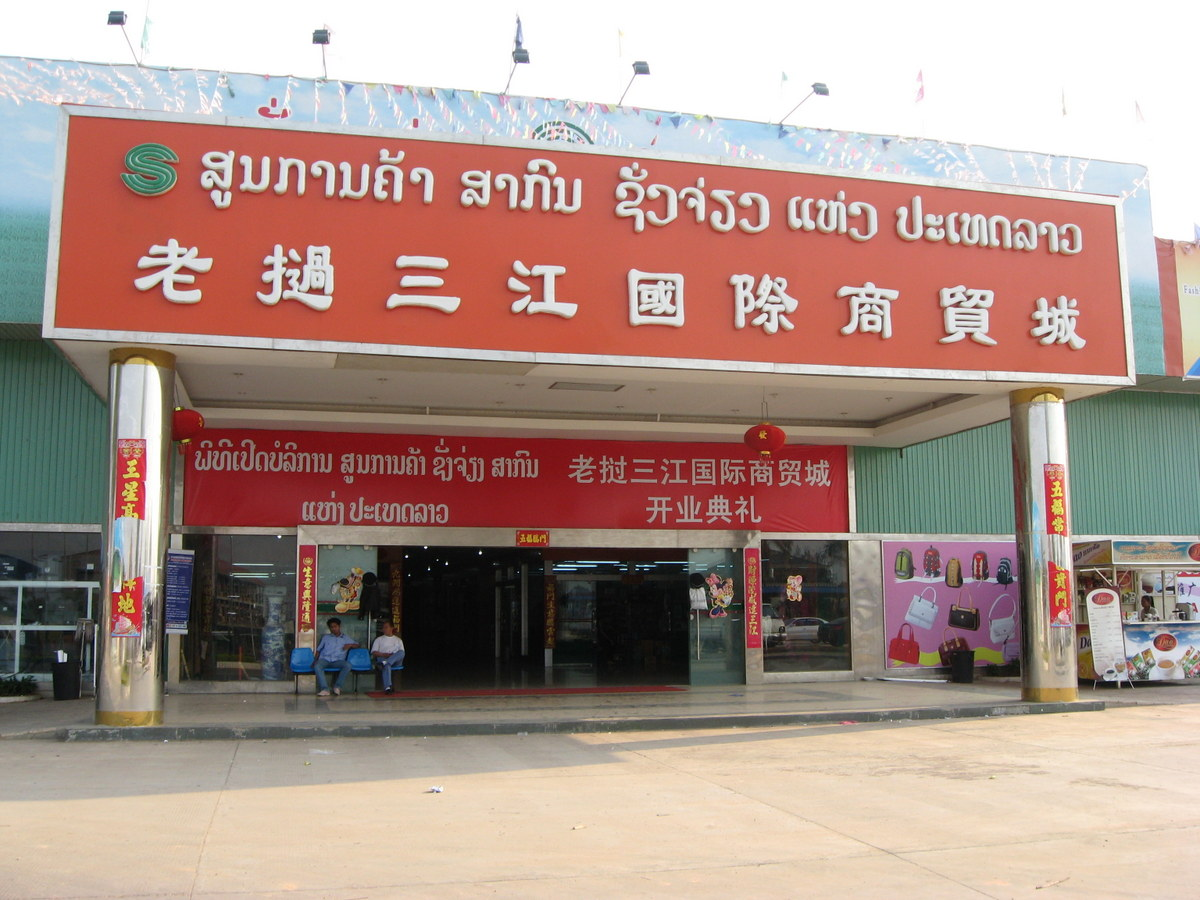
ラオ三江国際商貿城（サンチアン市場）第1フェーズ棟

かつてはフランス軍の駐留地（M.M.F.I French Military Mission Lao）であった。

## 開発
- 浙江天台出身の丁国江を中心に設立されたラオ三江有限公司による開発で、1800万ドルの投資で建設。第1フェーズでは約700店、2000人の中国商人が営業し、2000人のラオス人が雇用される。各店の経営者はほぼすべて中国人で衣料、靴、家電、食料品、食器、スポーツ用品、日用品、文具、楽器など多様な商品が並ぶ。2007年8月から営業開始した。ここで販売をしている80%は湖南人である[3]。
- 第2フェーズとして180客室のサンチアングランドホテルが建設され。第3フェーズとして、事務所ビル・店舗郡・エンターテイメント施設が行われた[4]。
- 第4フェーズである三江ショッピングセンター（英語: Lao San Jiang Shopping Center、ラーオ語: ສູນການຄ້າຕະຫລາດ ສາກົນ ຊັງຈຽງ、中国語: 三江购物中心）は2015年1月10日から開始されている。床面積は7万平米、5階建て（地下1階）でラオス最大のショッピングセンター[5]。

## 問題
- 様々な物が販売されているが、違法に象牙が販売されていることが指摘されている[6]。
- 2014年12月1日にはメタンフェタミン10kgを保有していたとして売人5名（うちミャンマー人1名、ラオス人4名）が逮捕されている[7]。

## 事故
- 2010年2月26日20時30分頃、2階建て建物側で出火し、レストラン、美容院、薬局等24店舗が全焼した。被害額は30億キープ以上で、原因はレストラン等で使用しているガスが引火爆発したものとみられている[8]。
- 2017年7月14日17：30頃第1フェーズ棟（1.56万平米、120x130m）にて出火し、全焼した[9]。
  - 2017年7月17日ラオ三江有限公司は記者会見を開き、今回の火災により建物内は212店舗、外57店舗、自動車2台が被害にあったと説明。多くの店舗は賃貸契約が2016年12月30日で切れており、新三江ショッピングセンター完成予定の2017年4月に移転させる予定であった。しかし完成が遅れたことで特別に会社側は第1フェーズ建物にて販売を継続することを許可していた。保険会社との契約も2016年9月28日で終了しており、会社側は一切の火災の補償を行わないと説明[10]